# Cabane à sucre
Cet article concerne l'établissement servant à exploiter une plantation d’érables. Pour la végétation dominée par des érables, voir acéraie.

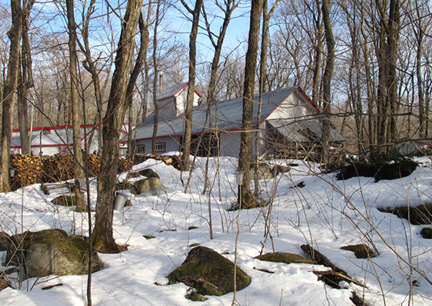
Cabane à sucre dans son érablière à Pont-Rouge au Québec.

La cabane à sucre, érablière ou sucrerie est l'endroit où on fabrique les produits de l'érable, dont le fameux sirop d'érable. La sucrerie se trouve au sein de l’érablière où l'acériculteur récolte la sève de printemps, des érables, également appelée eau d'érable. Cette eau est évacuée des cellules de l'arbre en automne afin de lui permettre de survivre au gel de l'hiver. Il ne s'agit pas de la sève brute, ni de la sève élaborée, qui est amère.
Celles-ci ne sont généralement actives que durant le « temps des sucres », au printemps. C'est là que, la plupart du temps, est faite la transformation en sirop d'érable à l'aide d'un système de cuves où l'eau d'érable (sève) est bouillie. Sa concentration de sucre s'accroît alors à chaque étape (voir Fabrication du sirop d'érable).
Dans sa plus simple expression, une cabane à sucre est un petit bâtiment rudimentaire ne servant strictement qu'à la fabrication du sirop. Au sens plus large, une cabane à sucre dite commerciale offre en plus des services de restauration et de réception qui sont particulièrement prisés autant par les touristes que par les locaux au printemps.

## Historique

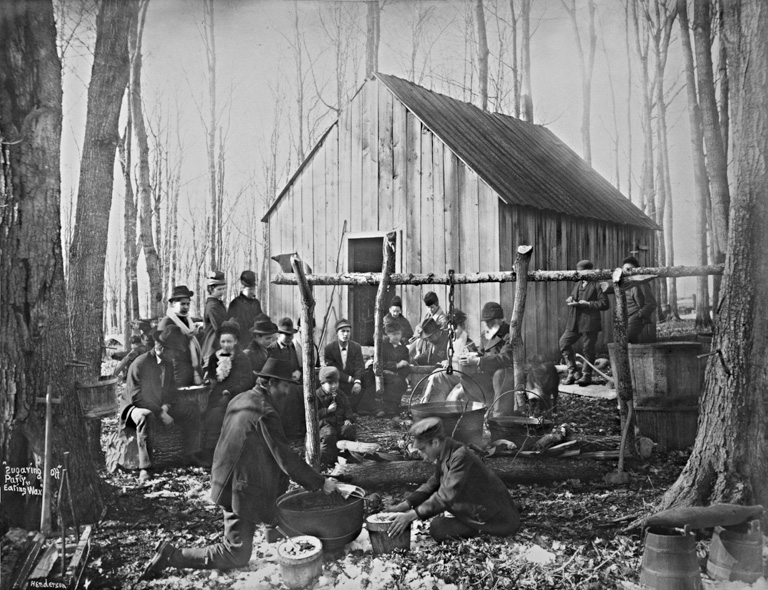
Sortie à la cabane à sucre, Cantons-de-l’Est, vers 1870

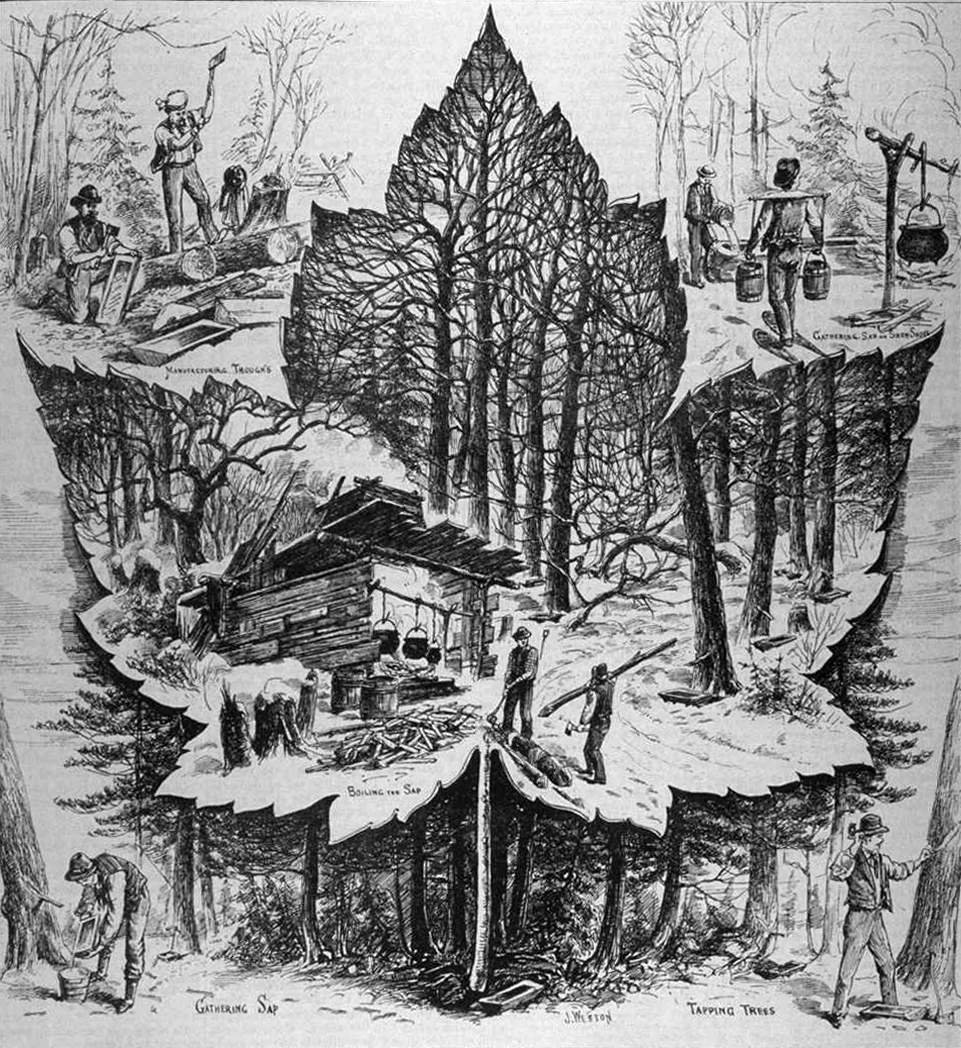
Gravure illustrant les étapes de la fabrication traditionnelle du sirop, 1880

Les cabanes à sucre sont apparues au début du XIXe siècle et sont une activité artisanale et une tradition populaire (le temps des sucres de mars à avril) typique du Québec contemporain. On en retrouve aussi dans d'autres régions du Canada et aux États-Unis, comme au Nouveau-Brunswick et dans l'Est de l'Ontario, et dans le Nord de la Nouvelle-Angleterre et de l'État de New York. Aussi, de nombreuses familles possèdent une cabane à sucre, bien que cela tende à se raréfier. Ces cabanes sont appelées « familiales » et sont le plus souvent rudimentaires.
À l'opposé, si la cabane à sucre est commerciale, elle sera beaucoup plus grande, élaborée et confortable, car conçue pour recevoir des visiteurs et pour déguster le sucre et, de plus en plus, pour servir un ou des mets traditionnels de la ruralité québécoise ancestrale. Un repas traditionnel servi dans ces cabanes peut se composer par exemple d'une omelette, de jambon, de pommes de terre, de fèves au lard, d'oreilles de crisse, le tout arrosé de sirop d'érable. Les desserts traditionnels sont la tarte au sucre ou tarte au sirop d'érable, ou encore la tire d'érable sur neige.
Quand une sucrerie jouxte une acéraie (érablière) exploitée, on nomme le tout établissement d'exploitation sylvicole intégré, mais le terme populaire est aussi sucrerie ou cabane à sucre. En plus des bâtiments fonctionnels pour les outils de production et d'exploitation, on y trouve :
- une forêt d'érables ;
- un réseau de sentiers pour l'entretien et l'exploitation ;
- un système de récolte pour collecter l'eau des érables ;
- une cabane d'entreposage de l'eau d'érable récoltée ;
- une cabane à bouilloire pour transformer l'eau en sucre ;
- et la cabane à dégustation.

## Structure
Quand les cabanes sont familiales ou de petite envergure, les trois fonctions sont réunies en une seule cabane. À l'opposé, mais plus rarement, quand l'exploitation est plus industrielle ou uniquement commerciale (dégustation seulement), notamment à proximité des grands centres, ce sont de grands bâtiments aménagés en salles de réception et qui n'ont de « cabane » que le nom.
On utilise principalement deux systèmes pour récolter l'eau d'érable :
- La chaudière[2] (ou seau) : l'eau coule d'un chalumeau (planté chaque printemps dans l'arbre) dans un récipient qui y est accroché (traditionnellement en bois, mais aujourd'hui en aluminium). Chaque jour, un ramasseur vient récolter l'eau et la transverse dans un grand réservoir sur traineau tiré par un tracteur (traditionnellement, des chevaux)[3].
- Les tubulures (ou la tuyauterie d'érablière) : plus récente, cette méthode relie les arbres directement à la cabane à sucre à l'aide d'un réseau de tubes. Elle permet d'éviter de devoir se déplacer et empêche les insectes et morceaux d'écorce de se retrouver dans la production. L'eau est parfois amenée par gravité, mais plus généralement par un système de pompage sous vide, ce qui augmente la production et évite la création de bactéries dans les tubes chauffés par le soleil. Son installation est coûteuse, mais plus rentable à long terme. Cependant, plusieurs affirment que cette méthode peut causer la détérioration des arbres, notamment à cause de la succion[3].

À partir du sirop d'érable, les acériculteurs produisent de la tire, du beurre, du caramel, des bonbons, des pains de sucre, du coulis et de la gelée (voir les produits de l'érable). Plusieurs domaines fabriquent également des boissons alcoolisées ou même du pain, et proposent des activités de plein air et de l'animation sur place.

## Galerie

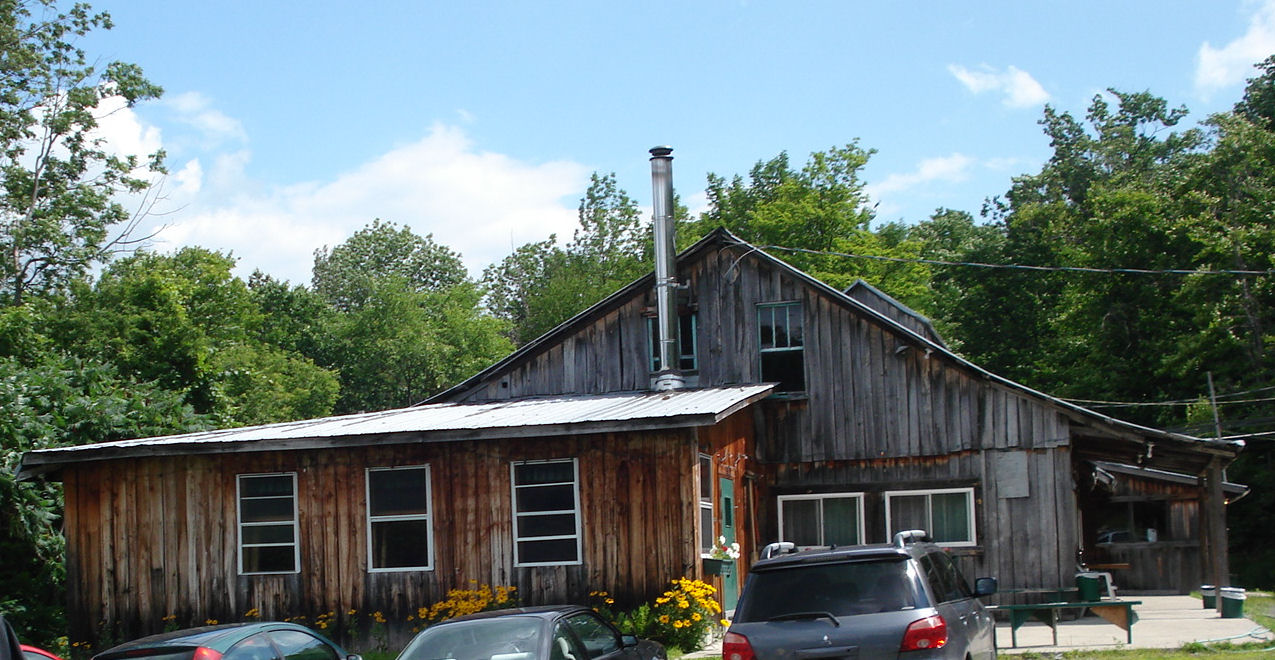
Une cabane à sucre
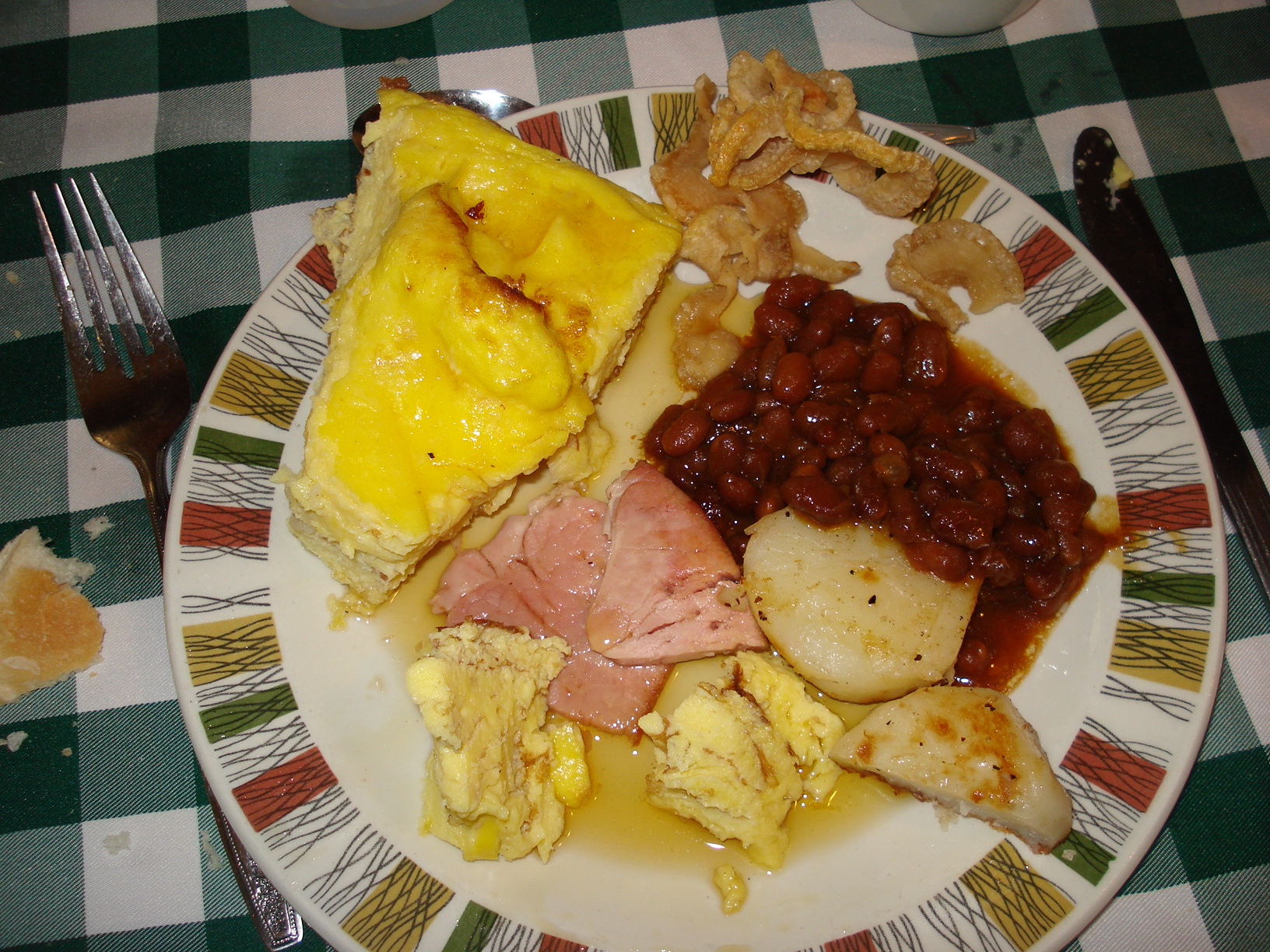
Un repas traditionnel servi à la cabane à sucre
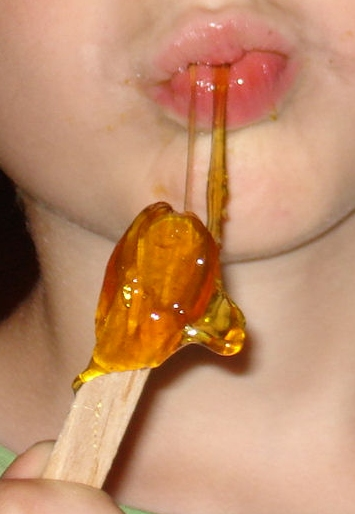
Dégustation de tire d'érable
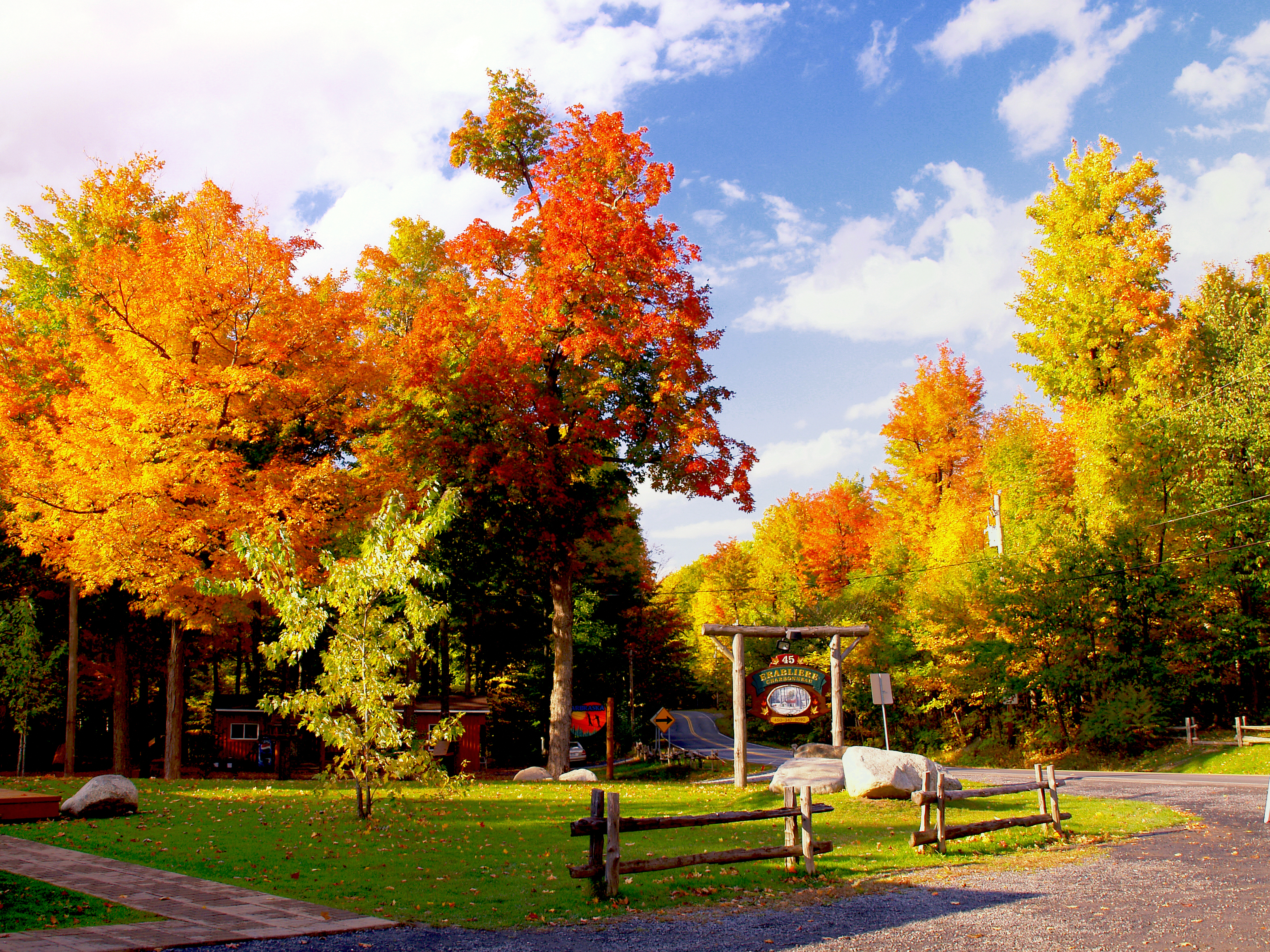
Une érablière dans la région du mont Saint-Grégoire.